# Langoš

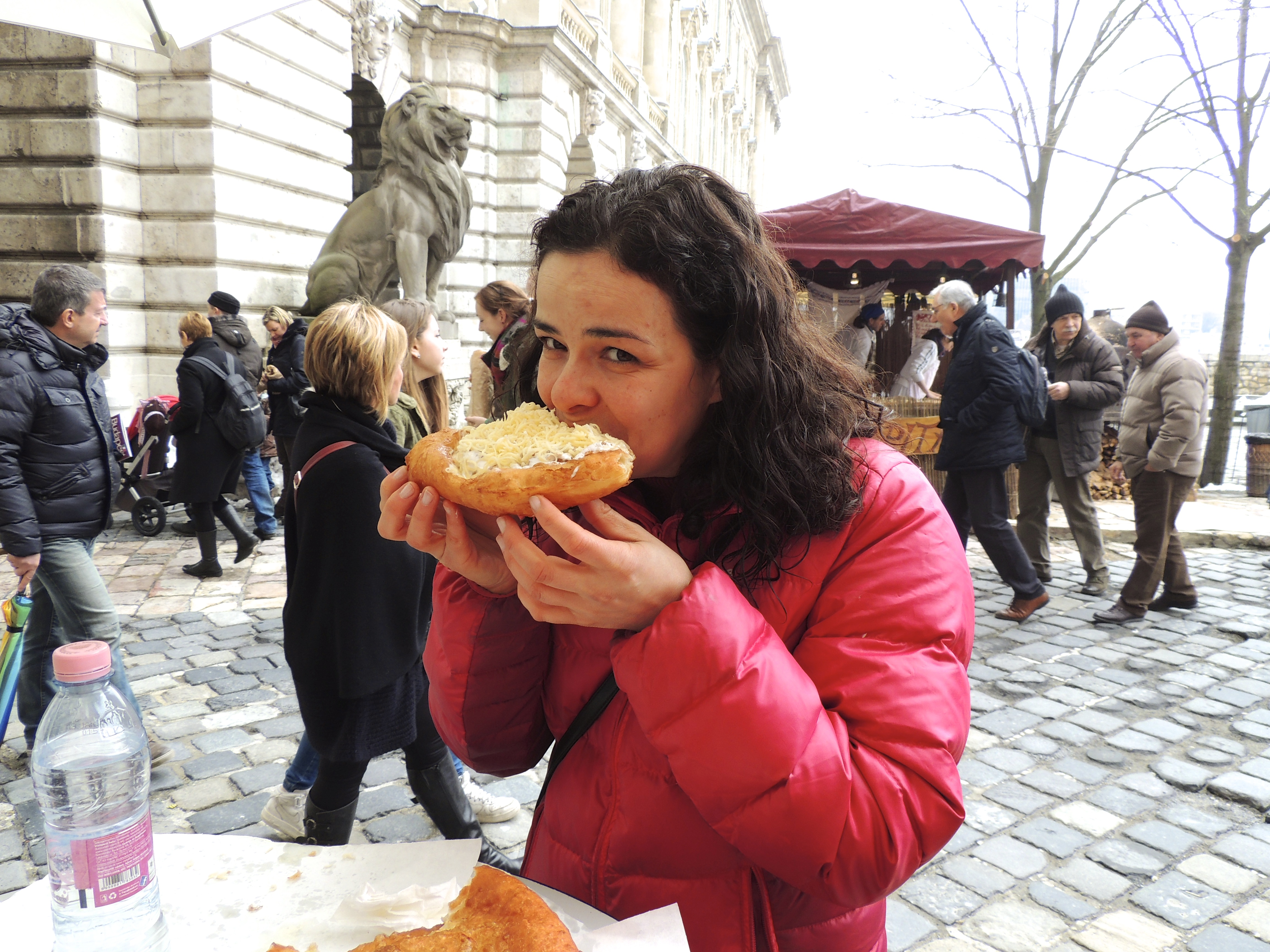
Langoš de Budapest amb formatge

El langoš (txec) —lángos (hongarès), langoš / podplamenník (eslovac), langoš лангош (rus), langosz (polonès)— és un àpat d'origen hongarès molt estès a Àustria, Romania, Sèrbia i Eslovàquia. Es fa amb aigua o llet, farina, llevat i sal. Es fregeix en oli, i també n'hi ha variants amb farina, llevat, sal, ou i iogurt.
El nom deriva de l'adjectiu hongarès láng, que significa 'flama'. Això es deu que tradicionalment es preparava al forn de casa prop de les flames. Originàriament era un esmorzar, tot i que actualment es pot menjar com a aperitiu durant tot el dia i ara es fregeix en oli en comptes de fer-se al forn.
Es serveix sobretot als establiments de menjar ràpid, tot i que també es pot preparar a casa, untat amb all o mantega d'all o amb altres acompanyants, com nata, formatge, tomàquet o pernil.